# Карл Черни
Карл Черни (на немски: Carl Czerny) е австрийски пианист, композитор и педагог от чешки произход. Смятан за един от най-добрите учители по пиано във Виена.

## Биография
Роден е на 21 февруари 1791 във Виена, Австрийска империя (днес Австрия), в семейството на пианист. Учи се от баща си да свири на пиано. На 10-годишна възраст е вече способен пианист и става ученик на Лудвиг ван Бетховен. Следва при Муцио Клементи, Йохан Непомук Хумел и Антонио Салиери.
През 1815 престава да свири на пиано и се фокусира върху педагогиката и композицията. Работи предимно в родния си град, с изключение на няколко посещения до Лайпциг (1836), Париж и Лондон (1837).
В средата на XIX век Карл Черни е смятан за един от най-големите учители по пиано. Сред учениците му са изключителни музиканти от втората половина на века: Франц Лист, Сигизмунд Талберг, Теодор Куллак и много други. Пише над 1000 композиции, някои от тях се ползват и днес в училище. Черни издава и много литературни и методически книги, посветени на проблемите в преподаването на пиано.
Умира на 15 юли 1857 година във Виена на 66-годишна възраст като заможен човек. Неговият почетен гроб се намира в централното гробище на Виена.